# Kosmos 119
Kosmos 119 – radziecki satelita naukowo-badawczy do badań astronomicznych i jonosferycznych (badania propagacji fal VLF). Pierwszy z serii 3 satelitów typu DS-U2-I.